# 24 gennaio
Il 24 gennaio è il 24º giorno del calendario gregoriano. Mancano 341 giorni alla fine dell'anno (342 negli anni bisestili).

## Eventi
- 41 – Claudio viene nominato imperatore romano dopo l'assassinio di suo nipote Caligola.
- 1059 – Il Sinodo di Sutri depone papa Benedetto X e dichiara suo successore Niccolò II, che era già stato eletto nel dicembre precedente ed attendeva l'incoronazione.
- 1110 – Reconquista: battaglia di Valtierra, vittoria cruciale di Alfonso il Battagliero sull'emiro musulmano di Saragozza.
- 1118 – Elezione di papa Gelasio II.
- 1458 – Mattia I Corvino diventa re d'Ungheria.
- 1536 – Enrico VIII d'Inghilterra subisce un incidente durante una giostra, provocando una lesione cerebrale che secondo gli storici potrebbe aver influenzato il suo successivo comportamento.
- 1679 – Re Carlo II d'Inghilterra scioglie il Parlamento inglese.
- 1742 – Carlo VII Alberto diventa Sacro Romano Imperatore.
- 1848 – Corsa all'oro californiana: James W. Marshall trova l'oro a Sutter's Mill, nei pressi di Sacramento.
- 1859 – Valacchia e Moldavia vengono unite sotto Alessandro Giovanni Cuza con il nome di Romania (si veda 1º dicembre 1918 per l'unificazione definitiva, all'epoca mancavano ancora la Transilvania e altre regioni).
- 1860 – Giuseppe Garibaldi sposa Giuseppina Raimondi a Fino Mornasco; la lascerà un'ora dopo la cerimonia, per presunto tradimento.
- 1888 – Jacob L. Wortman brevetta il nastro della macchina da scrivere.
- 1897 – Sigmund Freud lavora sul folklore.
- 1908 – Robert Baden-Powell dà il via al movimento scout.
- 1915 – La Royal Navy vince la prima battaglia di Dogger Bank contro la Kaiserliche Marine.
- 1936 – Albert Sarraut diventa primo ministro di Francia.
- 1943 – Seconda guerra mondiale: Franklin D. Roosevelt e Winston Churchill concludono la Conferenza di Casablanca.
- 1949 – La Francia riconosce lo Stato di Israele.
- 1960 – Settimana delle barricate ad Algeri.
- 1962 – Brian Epstein firma il contratto per fare da manager ai Beatles.
- 1966
  - Indira Gandhi viene eletta primo ministro dell'India.
  - Un Boeing 707 dell'Air India si schianta sul Monte Bianco, al confine tra Francia e Italia; 117 vittime.
- 1972 – Shōichi Yokoi, un soldato giapponese della seconda guerra mondiale, viene scoperto a Guam.
- 1975 – Keith Jarrett si esibisce a Colonia. Dalla registrazione del concerto verrà tratto il celebre The Köln Concert.
- 1979 – Viene ucciso a Genova dalle Brigate Rosse l'operaio-sindacalista Guido Rossa.
- 1984 – Viene messo in vendita il primo Apple Macintosh.
- 1986 – La sonda spaziale Voyager 2 passa a circa 80.000 chilometri da Urano.
- 1987 – In Libano, vengono rapiti Alann Steen, Jesse Turner, Robert Polhill e Mitheleshwar Singh.
- 1989 – Il serial killer Ted Bundy viene giustiziato sulla sedia elettrica in Florida.
- 1990 – Il Cremlino ritira l'Armata Rossa da Baku dopo aver provocato 83 morti fra gli azeri.
- 1996 – Il primo ministro polacco Józef Oleksy si dimette tra le accuse di aver fatto la spia per Mosca.
- 1997 – Viene istituita in Italia la Commissione parlamentare per le riforme costituzionali (bicamerale).
- 1998 – Papa Giovanni Paolo II arriva in visita a Cuba.
- 2002 – Iniziano le audizioni del Congresso per il caso Enron.
- 2003 – Il Dipartimento della sicurezza interna degli Stati Uniti inizia ufficialmente le sue operazioni.
- 2008 – Il governo Prodi II riceve la sfiducia al Senato della Repubblica.
- 2011 – Mosca, nell'Aeroporto di Mosca-Domodedovo un kamikaze si fa esplodere causando la morte di 37 persone e il ferimento di oltre 180.
- 2018 – Un incendio danneggia il tetto della Sacra di San Michele in Piemonte.

## Nati
Ci sono circa 1 200 voci su persone nate il 24 gennaio; vedi la pagina Nati il 24 gennaio per un elenco descrittivo o la categoria Nati il 24 gennaio per un indice alfabetico.

## Morti
Ci sono circa 570 voci su persone morte il 24 gennaio; vedi la pagina Morti il 24 gennaio per un elenco descrittivo o la categoria Morti il 24 gennaio per un indice alfabetico.

## Feste e ricorrenze

### Civili
- Giornata mondiale dell'educazione

### Religiose
Cristianesimo:
- San Francesco di Sales, vescovo e dottore della Chiesa
- San Babila di Antiochia, vescovo di Antiochia
- Sant'Esuperanzio di Cingoli, vescovo di Cingoli
- San Feliciano di Foligno, vescovo e martire
- San Sabiniano di Troyes, martire in Gallia
- Santa Vera di Clermont-Ferrand, vergine
- Santa Xenia (Eusebia di Milasa), vergine
- Beati Guglielmo Ireland e Giovanni Grove, martiri
- Beato Giuseppe Timoteo Giaccardo, sacerdote
- Beato Luigi Prendushi, sacerdote e martire
- Beata Marie Poussepin, domenicana
- Beata Paola Gambara Costa, terziaria francescana
- Beato Paolo De Ambrosis da Cropani
- Beato Wincenty Lewoniuk e 12 compagni, martiri di Pratulin

Religione romana antica e moderna:
- Ferie Sementivae, primo giorno
- Natale del divo Adriano